# ناصر لاركيط
ناصر لاركيط (6 نوفمبر 1958 بمدينة سيدي سليمان) هو لاعب كرة قدم فرنسي مغربي سابق، كان المدير التقني الوطني السابق للمنتخبات الوطنية لكرة القدم المغربية،.